# Daniel Ernst Wagner
Daniel Ernst Wagner (* 20. April 1739 in Danzig; † vor 1810) war ein deutscher Lehrer, Privatgelehrter und Autor historischer Werke.

## Leben
Wagner besuchte in Danzig zunächst die Katharinen- und Marienschule und danach das Akademische Gymnasium. Nachdem sein Vater 1757 verstorben war, wurde er Hausgenosse des Gymnasialprofessors Gottlieb Wernsdorf, der ihm beratend zur Seite stand. Anschließend studierte er an der Universität Königsberg Rechtswissenschaften. Nach Abschluss des Studiums wurde er Privatlehrer der Kinder des Generals von Sacken in Kurland. Danach kehrte er nach Danzig zurück, wo er als Privatgelehrter tätig war. Wagner lieferte  Beiträge über osteuropäische Geschichte zu der  Enzyklopädie Allgemeine Weltgeschichte, die von dem Verleger Weidmann in Leipzig vertrieben wurde.

## Schriften (Auswahl)
- Geschichte von Polen. Weidmanns Erben und Reich, Leipzig 1775–1776, drei Teile:
  - Teil I, Leipzig 1775 (Volltext) (915 Seiten, Druckfehlerberichtigung zu Teil I)
  - Teil II, Leipzig 1776 (Volltext).
    - 1) Geschichte von Litthauen bis auf die Vereinigung zu einem Staatskörper mit Polen, S. 1-182
    - 2) Geschichte von Preussen bis auf den thornischen Frieden und die Vereinigung von Westpreussen und Polen im Jahre 1466, S. 183-524
    - 3) Geschichte des östlichen Preussens unter der Herrschaft des deutschen Ordens, seitdem derselbe den König von Polen für seinen Oberherrn erkennen musste, bis zur Verwandlung dieses Landes in ein Herzogthum, S. 526-766
    - 4) Geschichte von Liefland bis zur Einverleibung dieses Landes in den polnischen Staatskörper, S. 767-977

  - Teil III, Leipzig 1777 (Volltext).
    - 1) Geschichte von Ostpreussen unter der Oberherrschaft des Churhauses Brandenburg, S. 1-466
    - 2) Geschichte von Curland, bis zur Huldigung Ernst Johanns und Bestätigung des bironischen Hauses in der Regierung desselben, S. 467-977
- Geschichte des Europäischen Nordens, das ist der Königreiche Dännemark, Norwegen und Schweden, wie auch des russischen Staats. Neun Teile, Weidmann, Leipzig 1778–1789.
- Erzählungen aus dem Heldenalter  teutscher Nationen. Danzig 1779 (Volltext)
- Geschichte des russischen Reiches von den ältesten bis auf die neuesten Zeiten. Vom Herausgeber neu bearbeitet und bis auf den Tilsiter Frieden fortgesetzt. Sechs Bände:
  - Band 1, Bauer, Wien 1810 (Volltext)
  - Band 2, Bauer, Wien 1810 (Volltext)
  - Band 3, Bauer, Wien 1810  (Volltext)
  - Band 4,  Hamburg 1810 (Volltext)
  - Band 5, Hamburg 1810 (Volltext)
  - Band 6, Hamburg 1810 (Volltext)